# 機界戦隊ゼンカイジャー THE MOVIE 赤い戦い! オール戦隊大集会!!
- スーパー戦隊シリーズ
  - 機界戦隊ゼンカイジャー > 機界戦隊ゼンカイジャー THE MOVIE 赤い戦い! オール戦隊大集会!!
  - スーパー戦隊MOVIEレンジャー2021 > 機界戦隊ゼンカイジャー THE MOVIE 赤い戦い! オール戦隊大集会!!

『機界戦隊ゼンカイジャー THE MOVIE 赤い戦い! オール戦隊大集会!!』（きかいせんたいゼンカイジャー ザ ムービー あかいたたかい オールせんたいだいしゅうかい）は、2021年2月20日公開より東映系で公開された日本の映画作品。
同時上映は『騎士竜戦隊リュウソウジャー 特別編 メモリー・オブ・ソウルメイツ』『魔進戦隊キラメイジャー THE MOVIE ビー・バップ・ドリーム』。
キャッチコピーは「キラメくソウルで全力全開！ムービーレンジャー!!」「全力ゼンカイ!!GO!!GO!!」。

## 概要
『機界戦隊ゼンカイジャー』の単独劇場作品で、スーパー戦隊シリーズ映画『スーパー戦隊MOVIEレンジャー2021』の一篇でもある。

### 制作
本作品はいわゆる「エピソード・ゼロ」という位置づけではなく、テレビシリーズの放送開始前に作品の一部分を観てもらうという顔見せのような企画となっている。テレビシリーズで初登場となる要素はあるものの、本作品を観ることでイメージを掴んでほしいという狙いがあるという。
テレビシリーズの初期の話数は、介人とキカイノイドたちとの出会いを描いているが、時系列としては第5話・第6話と第7話・第8話の間の話で、本作品の体裁は全員が揃った後の話となっており、テレビシリーズと合わせて観ることでより深く楽しめるようになっている。このようになったのは、話上の都合もあるが、現場的に人間1人とスーツ4人という構成が読み切れず、介人役の駒木根も別シチュエーションの状況で撮影するのが過酷すぎると判断されたためである。
敵に関しても、番組開始前に馴染みのない敵を登場させるのではなく、悪のオールスターということとなった。

## ストーリー
全ての並行世界を消し去ろうとする悪のトジテンド王朝から世界を守るため戦う1人の人間と4体の機械生命体キカイノイドから成る機界戦隊ゼンカイジャー。
だが、新たにトジテンド王朝が誕生させた怪人スーパー悪者ワルドの力によって複数の並行世界から歴代スーパー戦隊と戦ってきた悪者が現れ、ゼンカイジャーからギアトリンガーを奪う。

## 登場人物
スーパー悪者ワルド
トジテンドの一般戦闘員クダックにトジルギアをセットして誕生させたワルド。人間世界に数多くのスーパー戦隊の敵を召還する能力を持つ。
- 「ソガニックビーム」などは台本に書いてあったが、それ以外の歴代悪役の名前を織り交ぜたセリフは関智一のアドリブであるという。
- デザインは篠原保が担当し、モチーフ配置は企画者104が作成している。過去の全てのスーパー戦隊の敵ボスの要素を入れ込んでいるが、ワルド素体を基にしているため、使える範囲が狭いことから顔だけでなく身体の一部を引用することとなった。ただし、引用ということではなく、なんとなくこの辺がアイツというふうに融合させてフォルムの中に落とし込んでいる。

## 本作品オリジナルのアイテム・用語
赤いセンタイギア（センタイギア オール戦隊レッド）
幼いころの介人が両親からもらったセンタイギア。それぞれの世界から歴代のレッド戦士を召還する力を持つ。

## キャスト
- 五色田介人 / ゼンカイザー - 駒木根葵汰[6]
- 五色田功 - 川岡大次郎[6]
- 五色田美都子 - 甲斐まり恵[6]
- 介人（幼少期） - 上野山夢輝[6]
- 店員 - 藤田雅明[6]
- バスコ・タ・ジョロキア - 細貝圭『海賊戦隊ゴーカイジャー』[6]
- ザミーゴ・デルマ - 入江甚儀『快盗戦隊ルパンレンジャーVS警察戦隊パトレンジャー』[6]
- 海城剛 - 誠直也『秘密戦隊ゴレンジャー』[6]

### 声の出演
- ジュラン - 浅沼晋太郎[6]
- ガオーン - 梶裕貴[6]
- マジーヌ - 宮本侑芽[6]
- ブルーン - 佐藤拓也[6]
- セッちゃん - 福圓美里[6]
- ボッコワウス - 中田譲治[6]
- イジルデ - 竹田雅則[6]
- ナレーション - ゴブリン[6]
- バラシタラ - 乃村健次[6]
- ゲゲ - 鈴木達央[6]
- スーパー悪者ワルド - 関智一[6]
- バングレイ - 神奈延年[6]『動物戦隊ジュウオウジャー』
- クダイター - 石川英郎[6]
- 十六夜九衛門 - 潘めぐみ『手裏剣戦隊ニンニンジャー』[6]
- 曽我町子（ライブラリ出演）[8][注釈 1]

### スーツアクター
- ゼンカイザー[12][13] - 高田将司
- ジュラン[14][15] - 竹内康博
- ガオーン[16] - 蔦宗正人
- マジーヌ[17] - 下園愛弓
- ブルーン[13][15] - 岡田和也
- 清家利一
- 村岡弘之
- 今井靖彦
- ゴーカイレッド[18] - 福沢博文
- バスコ怪人態[19] - 浅井宏輔
- 神前元
- バングレイ[20] - 草野伸介
- 蜂須賀祐一
- 寺本翔悟
- 酒井和真
- 渡辺実
- 青木哲也
- 橋本恵子
- 神尾直子
- 永徳
- 渡辺淳
- 佐藤義夫
- 縄田雄哉
- 向田翼
- 五味涼子
- 藤田慧
- 井口尚哉
- 中田裕士
- 伊藤茂騎
- 北村海
- 榮男樹
- 藤田洋平
- 宮川連
- 久田悠貴
- 鍜治洸太朗
- 近藤雄太
- 塚越靖誠
- 坂梨由芽
- 市川雅章
- 橋本征弥
- 福田圭佑
- 宮澤雪
- 佐々木駿也
- 清水麟太郎
- 林本奈々
- 米岡孝弘
- 伊藤よしの
- 宇佐見紗風
- 岡田ひかる
- 亀島公輝
- 川島翔太郎
- 菅野聖
- 奈良充樹
- 長谷川夏來
- 白井雅士
- 門脇大輔
- 氏原祐介
- 山田大雅
- 根上純一
- 山口貴史
- 久松宥希
- 片田ミチル
- 松村知輝
- 加藤正樹
- 中村拓磨
- 原隆太
- 鈴木大樹
- 松岡航平
- 兵頭結也
- 渡邊海斗
- 大内田将樹
- 中川和貴
- 稲野純也
- 堀田慶斗
- 本多翼
- 寺田涼夏
- 河津香賀美
- 下川真矢
- 山口真弥
- 大隈厚志
- 横沢淳
- 國井舞姫
- 西岡亜衣
- 岩上弘数
- 坂井良平
- 古屋貴士
- 上平田結花
- 吉田光
- 齊藤謙也
- 大河平レオン
- 森博嗣
- 小森拓真
- 松本直也

## スタッフ
- 原作 - 八手三郎[6]
- Special Thanks - 石ノ森章太郎
- 脚本 - 香村純子[6]
- 音楽 - 渡辺宙明、大石憲一郎[6]
- 製作 - 手塚治（東映）、西新（テレビ朝日）、高木勝裕（東映アニメーション）、與田尚志（東映ビデオ）、野田孝寛（ADKエモーションズ）、相原晃（東映エージエンシー）、佐藤明宏（バンダイ）
- 企画 - 金子保之（東映）、三輪祐見子（テレビ朝日）、鈴木篤志（東映アニメーション）、加藤和夫（東映ビデオ）、志村章（ADKエモーションズ）、清水啓司（東映エージエンシー）、金木勲（バンダイ）
- 撮影 - 上赤寿一[6]
- 照明 - 堀直之
- 美術 - 岡村匡一
- 録音 - 佐藤公章
- 編集 - 佐藤連
- 整音 - 山口満大
- スクリプター - 渋谷康子
- 助監督 - 茶谷和行[6]
- 制作担当 - 石切山義貴、中島嘉隆
- ラインプロデューサー - 佐々木幸司
- 絵コンテ - 田中浩二
- AP - 瀧島南美、松浦大悟、磯田ゆう、小笠原栞菜
- キャラクターデザイン - K-SuKe、篠原保
- 製作プロダクション - 東映テレビ・プロダクション
- スーパーヒーロープロジェクト（東映、テレビ朝日、東映アニメーション、東映ビデオ、ADKエモーションズ、東映エージエンシー、バンダイ）[6]
- プロデューサー - 白倉伸一郎・武部直美（東映）、井上千尋（テレビ朝日）、矢田晃一・深田明宏（東映エージエンシー）
- アクション監督 - 福沢博文[6]
- 監督 - 中澤祥次郎[6]

## 音楽
主題歌「全力全開！ゼンカイジャー」
作詩 - マイクスギヤマ / 作曲・編曲 - 園田健太郎 / 歌 - つるの剛士 / コーラス - ことのみ児童合唱団

## 映像ソフト化
2021年6月23日発売。Blu-ray / DVDでリリース。
- 騎士竜戦隊リュウソウジャー 特別編 メモリー・オブ・ソウルメイツ / 機界戦隊ゼンカイジャー THE MOVIE 赤い戦い! オール戦隊大集会!! DVD通常版（1枚組）
- スーパー戦隊MOVIEレンジャー2021 コレクターズパック キラメイジャー&リュウソウジャー&ゼンカイジャー 3本セット（3枚組）
  - ディスク1：『スーパー戦隊MOVIEレンジャー2021』本編Blu-ray
    - 『魔進戦隊キラメイジャー THE MOVIE ビー・バップ・ドリーム』『騎士竜戦隊リュウソウジャー 特別編 メモリー・オブ・ソウルメイツ』『機界戦隊ゼンカイジャー THE MOVIE 赤い戦い! オール戦隊大集会!!』の3作品を収録
    - 音声特典
      - 『機界戦隊ゼンカイジャー THE MOVIE 赤い戦い! オール戦隊大集会!!』キャスト&スタッフオーディオコメンタリー（駒木根葵汰×浅沼晋太郎×プロデューサー：白倉伸一郎×監督：中澤祥次郎）

    - 映像特典
      - 『魔進戦隊キラメイジャー THE MOVIE ビー・バップ・ドリーム』メイキング
      - 完成報告イベント
      - 公開記念『機界戦隊ゼンカイジャー THE MOVIE 赤い戦い! オール戦隊大集会!!』初日舞台挨拶
      - 公開記念&『魔進戦隊キラメイジャー THE MOVIE ビー・バップ・ドリーム』最終回直前! 舞台挨拶
      - 公開記念『騎士竜戦隊リュウソウジャー 特別編 メモリー・オブ・ソウルメイツ』舞台挨拶
      - 劇場用先付映像
      - ノンスーパーED
      - PR集
      - MOVIEレンジャーデータファイル
      - ポスタービジュアル

  - ディスク2：『魔進戦隊キラメイジャー THE MOVIE ビー・バップ・ドリーム』本編DVD
  - ディスク3：『騎士竜戦隊リュウソウジャー 特別編 メモリー・オブ・ソウルメイツ』&『機界戦隊ゼンカイジャー THE MOVIE 赤い戦い! オール戦隊大集会!!』本編DVD
- 【完全数量限定】スーパー戦隊MOVIEレンジャー2021 コレクターズパック 豪華版 キラメイジャー&リュウソウジャー&ゼンカイジャー 3本セット（3枚組）
  - セット内容
    - スーパー戦隊MOVIEレンジャー2021 コレクターズパック キラメイジャー&リュウソウジャー&ゼンカイジャー 3本セット
    - センタイギア オール戦隊レッド
    - 漫画『騎士竜戦隊リュウソウジャー ファイナルライブツアー2020』
    - 特製スリーブケース